# Mitsegler
Ein Mitsegler, auch Trainee (englisch für „Lehrling“) genannt, ist ein Gast auf einem Segelschiff bzw. Segelyacht, der als Besatzungsmitglied unter Anleitung von erfahrenen Seglern an Bord mithilft und dafür meistens Geld bezahlt.
Zahlende Mitsegler sind auch bei Schulschiffen anzutreffen. Aufgaben und Umfang von Mitseglern sind von Schiff zu Schiff verschieden, beispielsweise sind auf der Bark Alexander von Humboldt die Trainees nahezu vollständige Crewmitglieder, während auf Großseglern des osteuropäischen Raumes (Khersones, Ukraine oder Kruzenshtern, Russland) die Mitsegler lediglich Mitfahrer sind, die gelegentlich mit anfassen dürfen.
Je nachdem, welchen Anteil der Mitsegler als Crewmitglied übernimmt, überwiegt dann der Ausbildungszweck oder mehr der Freizeitzweck. Der Umfang der Mithilfe ist vertraglich meist nicht geregelt, stattdessen wird auf die Freiwilligkeit der Mitsegler gesetzt.
Die Mitsegler werden zum Teil von Mitsegelagenturen vermittelt oder über Fachblätter annonciert bzw. im Internet offeriert.
Nahezu kostenfreies Mitsegeln in der Freizeitschifffahrt wird Hand gegen Koje genannt. Hierbei wird ein erfahrener Segler von einem Skipper für seine Dienste in der Form entlohnt, dass für den Mitsegler keine Kosten für das Mitsegeln (außer der Verpflegung) entstehen und der Mitsegler an Erfahrung gewinnt. Diese Art des Mitsegelns ist meist nur bei Überführungen üblich.